# Calophasia angularis
Calophasia angularis är en fjärilsart som beskrevs av Pierre Chrétien 1911. Calophasia angularis ingår i släktet Calophasia och familjen nattflyn. Inga underarter finns listade i Catalogue of Life.